# Liste der Naturdenkmale in Greifenstein (Hessen)
Die Liste der Naturdenkmale in Greifenstein (Hessen) nennt die auf dem Gebiet der Stadt Greifenstein gelegenen Naturdenkmale. Sie sind nach dem Hessischen Gesetz über Naturschutz und Landschaftspflege (Hessisches Naturschutzgesetz – HAGBNatSchG) § 12 geschützt.
| Bild            | Bezeichnung                       | Ortsteil, Lage                               | Beschreibung | Art              | Nr. |
| --------------- | --------------------------------- | -------------------------------------------- | --- | ---------------- | --- |
| Fotos hochladen | Baumgruppe Greifenstein           | Greifenstein 50° 37′ 40,2″ N, 8° 16′ 58,6″ O | Gruppe alter Huteeichen und Hutebuchen. Schutzgrund: Alter, Schönheit, kulturhistorische Bedeutung als Relikte historischer Landnutzung durch Viehbeweidung. Schutzgrund: Alter, Schönheit, kulturhistorische Bedeutung als Relikte historischer Landnutzung durch Viehbeweidung             | Baumgruppe       | 95  |
| BW              | Drei Huteeichen Holzhausen        | Holzhausen 50° 36′ 11″ N, 8° 17′ 30,8″ O     | Drei Einzelbäume (Stiel- und Traubeneichen). Als ehemalige Huteeichen Relikte historischer Landnutzung in einer Weidelandschaft. Höhe: ca. 20 m, Kronenweite: ca. 20 m Schutzgrund: Eigenart, Schönheit. Als ehemalige Huteeichen Relikte historischer Landnutzung in einer Weidelandschaft. | Einzelbäume      | 87  |
| Fotos hochladen | Eiche „Eichelchen“ Greifenstein   | Greifenstein 50° 37′ 26,2″ N, 8° 18′ 22,8″ O | Einzelbaum (Eiche). Relativ starke Stieleiche mit ausladendem Kronenwerk (Beschreibung und Abbildung des Baumes im Buch „Alte, liebenswerte Bäume in Hessen“, S. 174). Umfang: 5,55 m, Höhe: 21 m Schutzgrund: Alter, Schönheit.                                                             | Einzelbaum       | 27  |
| Fotos hochladen | Lager des Greifensteiner Kalkes   | Greifenstein 50° 36′ 38,9″ N, 8° 17′ 14,8″ O | Schürfgraben, Aufschluss des Greifensteiner Kalkes. Schutzgrund: Erdgeschichtliche Bedeutung, Bedeutung für Forschung und Lehre. | Aufschluss       | 153 |
| Fotos hochladen | Linde Burg Greifenstein           | Greifenstein 50° 37′ 13,3″ N, 8° 17′ 42,2″ O | Ensembleprägende, voll ausgeprägte Linde im Hof der Burg Greifenstein. Schutzgrund: Alter, Schönheit. | Einzelbaum       | 189 |
| Fotos hochladen | Linde im Ort Rodenroth            | Rodenroth 50° 35′ 22,5″ N, 8° 14′ 45″ O      | 22 m hohe Linde mit 3,50 m Umfang. Schutzgrund: Alter, Schönheit. | Einzelbaum       | 149 |
| Fotos hochladen | Wasserfall Nenderoth              | Nenderoth 50° 35′ 21,6″ N, 8° 12′ 24″ O      | Über Blockhalden herabstürzendes Gewässer. Schutzgrund: Erdgeschichtliche Bedeutung, regionale Seltenheit. | Wasserfall       | 148 |
| Fotos hochladen | Wacholderheide Hahrehausen Arborn | Greifenstein 50° 35′ 56,3″ N, 8° 10′ 26,1″ O | Relikt historischer Landnutzung durch Schafsbeweidung. Schutzgrund: Seltenheit, Eigenart. Relikt historischer Landnutzung durch Schafsbeweidung | Wacholderbestand | 49  |